# Peter Kreitlow

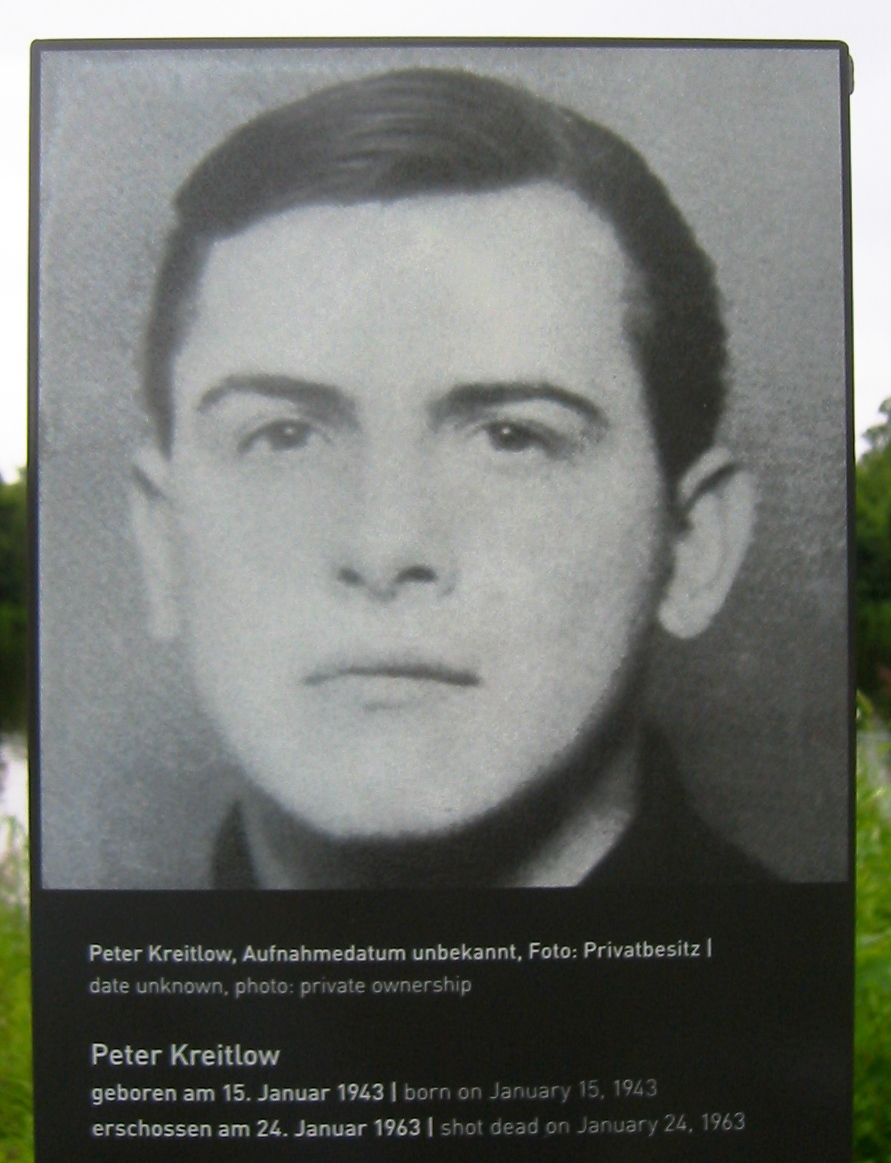
Peter Kreitlow

Peter Kreitlow (* 15. Januar 1943 in Berlin; † 24. Januar 1963 bei Hennigsdorf) war ein Todesopfer an der Berliner Mauer. Angehörige der sowjetischen Besatzungstruppen erschossen ihn bei einem Fluchtversuch in einem Wald bei Hennigsdorf. Er war der einzige Mauertote, der von sowjetischen Soldaten erschossen wurde.

## Leben
Während des Zweiten Weltkriegs wurde er im Januar 1943 in Berlin geboren. Seine Mutter überlebte den Krieg nicht. Nach dem Krieg heiratete sein Vater erneut. Das Verhältnis zwischen Peter Kreitlow und seiner Stiefmutter war schlecht. Mit 18 Jahren verließ er das Elternhaus und absolvierte eine Lehre zum Bäcker. Anschließend wohnte er in Ost-Berlin zur Untermiete und arbeitete als Hilfsarbeiter in unterschiedlichen Berliner Betrieben.
Am Abend des 23. Januar 1963 besuchte er mit drei Freunden eine Tanzveranstaltung in dem nordwestlich von Berlin gelegenen Hennigsdorf. Dort entschloss sich die fünfköpfige Gruppe spontan, unter der Führung des ortskundigen Bernd K. die Grenze nach West-Berlin zu überwinden. Nachdem sie den zugefrorenen Havelkanal überquert hatten, durchliefen sie einen verschneiten Wald. Dort wurden sie von zwei sowjetischen Soldaten entdeckt, die in dem Abschnitt die 2 km entfernte Grenze bewachten. Die Soldaten eröffneten das Feuer auf die Gruppe. Peter Kreitlow wurde mehrfach – unter anderem in den Kopf – getroffen und verstarb vor Ort.
Die Behörden der DDR befürchteten negative Auswirkungen auf das Verhältnis der Bürger zu den sowjetischen Besatzungstruppen, sollte ein Fehlverhalten der Soldaten festgestellt werden. Im abschließenden Untersuchungsbericht wurden die Schüsse als gerechtfertigt angesehen. Unter Ausschluss der Öffentlichkeit wurden Kreitlows Begleiter im Mai 1963 wegen der Fluchtversuche zu mehrmonatigen Freiheitsstrafen verurteilt.